# Ixobrychus
Rod Ixobrychus, česky bukáček, je jedním ze tří rodů podčeledi bukačů, patřící do čeledi volavkovitých. Všechny druhy tohoto rodu jsou relativně malé. Jejich větší příbuzní jsou řazeni do rodu Botaurus ve stejné podčeledi. Rozmnožují se v rozsáhlých rákosových porostech, což je jeden z důvodů, proč je často složité je pozorovat. Stejně jako ostatní bukači se živí převážně rybami a žábami. Do tohoto rodu patří 10 druhů. Jeden z nich, Ixobrychus novaezelandiae, již vyhynul.

## Druhy
- Bukáček malý – Ixobrychus minutus (Linnaeus, 1766)
- Ixobrychus dubius Mathews, 1912
- Bukáček skořicový – Ixobrychus cinnamomeus (J. F. Gmelin, 1789)
- Bukáček pruhohřbetý – Ixobrychus involucris (Vieillot, 1823)
- Bukáček americký – Ixobrychus exilis (J. F. Gmelin, 1789)
- Bukáček žlutonohý – Ixobrychus sinensis (J. F. Gmelin, 1789)
- Bukáček východní – Ixobrychus eurhythmus (Swinhoe, 1873)
- Bukáček trpasličí – Ixobrychus sturmii (Wagler, 1827)
- Bukáček černý – Ixobrychus flavicollis (Latham, 1790)
- Bukáček novozélandský – † Ixobrychus novaezelandiae (Purdie, 1871)